# Узник острова акул
«Узник острова акул» (англ. The Prisoner of Shark Island) — кинофильм режиссёра Джона Форда, вышедший на экраны в 1936 году. Фильм основан на биографии доктора Сэмюэла А. Мадда.

## Сюжет
1865 год, завершается Гражданская война в США. Во время одного из театральных представлений Джон Уилкс Бут убивает президента Авраама Линкольна. Преступнику удаётся скрыться, однако во время побега он получает перелом ноги. По дороге в Виргинию он заезжает к сельскому доктору Сэмюэлу Мадду, который, ничего не зная о произошедших событиях, оказывает Буту врачебную помощь. Преступник уезжает, а на следующее утро появляются солдаты, которые разыскивают всех, кто участвовал в «заговоре» против президента. Подозрение падает на доктора Мадда, который оказывается в числе восьми арестованных. Военный трибунал, не настроенный на подробное рассмотрение доказательств, быстро выносит приговоры: несколько человек были повешены, а доктор Мадд получает пожизненный срок. Отбывать его он должен на острове Драй-Тортугас (архипелаг Флорида-Кис) в строгой тюрьме, окружённой рвом с акулами.

## В ролях
- Уорнер Бакстер — доктор Сэмюэл Мадд
- Глория Стюарт — миссис Пегги Мадд
- Клод Джиллингуотер — полковник Дайер
- Артур Байрон — мистер Эриксон
- Оливер Питерс Хегги — доктор Макинтайр
- Гарри Кэри — комендант тюрьмы
- Фрэнсис Форд — капрал О’Тул
- Джон Макгуайр — лейтенант Ловетт
- Фрэнсис Макдональд — Джон Уилкс Бут
- Дуглас Вуд — генерал Юинг
- Джон Кэррадайн — сержант Купер
- Эрнест Уитман — Бак Милфорд
- Пол Фикс — Дэвид Герольд
- Блу Вашингтон — солдат в тюрьме